# La Baume-d'Hostun
La Baume-d'Hostun là một xã thuộc tỉnh Drôme trong vùng Auvergne-Rhône-Alpes đông nam nước Pháp. Xã La Baume-d'Hostun nằm ở khu vực có độ cao từ 148-760 mét trên mực nước biển. Dân số năm 2006 là 455 người.